# Myrmotherula longicauda
El hormiguerito pechilistado (en Ecuador) (Myrmotherula longicauda), también denominado hormiguerito pechirrayado (en Colombia), hormiguerito de pecho listado (en Perú) u hormiguerito de pecho franjeado, es una especie de ave paseriforme de la familia Thamnophilidae perteneciente al numeroso género Myrmotherula. Es nativo de la región andina en América del Sur. 

## Distribución y hábitat
Se distribuye por la pendiente oriental de los Andes desde el sur de Colombia, por Ecuador y Perú, hasta el noroeste de Bolivia. Fue descubierta una población aislada en el noreste de Perú (Loreto).
Esta especie es considerada poco común en su hábitat natural, el sub-dosel y el estrato medio de bordes de selvas húmedas de estribaciones montañosas, principalmente entre los 400 y los 1400 m de altitud.

## Descripción
Mide 10 cm de longitud y pesa entre 8 y 9,5 g.  El macho es negro por arriba con estriado blanco, las alas son negras con dos barras blancas. Por abajo es blanco con estriado negro en el pecho. La hembra es negra por arriba, con estriado pardo amarillento, las alas negras con dos barras pardo amarillento; por abajo es ocráceo claro, sin estrías, el vientre es blanco. El iris es pardo obscuro; el pico varía de negro a gris y a gris azulado; las patas pueden ser grises, gris claro o gris azulado.

## Comportamiento
Anda solitario o en pareja. Forrajea también como miembro de bandadas mixtas. Prefiere alturas entre 2 a 8 m del suelo, en enmarañados. Ocasionalmente investiga amontonados de hojas muertas. Es activo y raramente permanece parado. Busca por presas en hojas, ramas y lianas, mediante saltos y vuelos cortos.

### Alimentación
Su dieta consiste de pequeños insectos y arañas.

### Vocalización
Su canto, característico, es una rápida repetición de una frase musical, «chidu-chidu-chidu-chidu..» con una docena o más de notas.

## Sistemática

### Descripción original
La especie M. longicauda fue descrita por primera vez por los ornitólogos alemán Hans von Berlepsch y polaco Jean Stanislaus Stolzmann en 1894 bajo el mismo nombre científico; localidad tipo «Chontabamba, La Merced y La Gloria, Junín, Perú».

### Etimología
El nombre genérico femenino «Myrmotherula» es un diminutivo del género Myrmothera, del griego «murmos»: hormiga y «thēras»: cazador; significando «pequeño cazador de hormigas»; y el nombre de la especie «longicauda», proviene del latín «longus»: largo  y «cauda»: cola; significando «de cola larga».

### Taxonomía
Las vocalizaciones sugieren que la presente especie y Myrmotherula klagesi son especies hermanas. Los análisis genéticos y morfológicos indican que ambas forman parte de un clado monofilético que también incluye a M. brachyura, M. ignota, M. surinamensis, M. multostriata, M. pacifica, M. cherriei, M. sclateri y M. ambigua (el llamado “complejo de hormigueritos estriados”). Las diferencias de plumaje entre las subespecies no están enteramente claras, y las zonas de distribución son tentativas; más allá, la situación taxonómica de la población recientemente descubierta que habita en selvas inundables de Loreto (Perú) es indeterminada; se precisan más estudios.

### Subespecies
Según la clasificación del Congreso Ornitológico Internacional (IOC) y Clements Checklist v.2016, se reconocen 4 subespecies, con su correspondiente distribución geográfica:
- Myrmotherula longicauda soderstromi Gyldenstolpe, 1930 – pendiente oriental de los Andes en el sur de Colombia (Putumayo) y norte de Ecuador (Napo).
- Myrmotherula longicauda pseudoaustralis Gyldenstolpe, 1930 – pendiente oriental en el sur de Ecuador (Morona-Santiago, Zamora-Chinchipe) y norte de Perú (hacia el sur hasta Pasco).
- Myrmotherula longicauda longicauda Berlepsch & Stolzmann, 1894 – centro de Perú (Junín).
- Myrmotherula longicauda australis Chapman, 1923 – sureste de Perú (Cuzco, Madre de Dios, Puno) y noroeste de Bolivia (La Paz, sur del Beni, Cochabamba).